# Frühlingsgeflüster
Frühlingsgeflüster ist ein deutscher Fernsehfilm der Frühling-Fernsehserie von Michael Karen. Er wurde am 2. Februar 2014 erstmals im ZDF ausgestrahlt.
Der Film führt die Geschichte der Dorfhelferin Katja Baumann (Simone Thomalla) fort, die Familien in Notsituationen zur Seite steht. Es ist der fünfte Film einer Reihe, in deren Mittelpunkt Menschen stehen, die in einem Dorf mit Namen Frühling leben.
Marco Girnth ist in einer wiederkehrenden Rolle als Tierarzt Mark Weber besetzt und Carolyn Genzkow als Katjas Tochter Kiki. Die Haupt-Gaststars dieser Folge sind Genija Rykova, Adrian Topol, Jörn Schlönvoigt und Lisa Tomaschewsky.

## Handlung
Dorfhelferin Katjas neuester Fall führt sie zu Familie Aigner. Die hochschwangere Claudia Aigner hat vom Arzt bis zur Geburt ihres zweiten Kindes Bettruhe verordnet bekommen. Katjas Aufgabe ist es, sich um den Haushalt und die vierjährige Tochter der Familie zu kümmern, da der Vater des Kindes, Martin Aigner, mit seiner eigenen Fahrschule voll ausgelastet ist. Im Vergleich zu Katjas bisherigen Einsätzen scheint es sich um eine weniger diffizile Aufgabe zu handeln, was ihr gut passt, da sie noch alle Hände voll mit ihrem Umzug zu tun hat. Seit kurzem hat sie im Haus des Tierarztes Mark Weber eine Wohnung bezogen. Mit Mark verbindet sie zum Bedauern des Arztes bisher nur eine rein platonische Freundschaft.
Mitten in der Nacht informiert Martin Aigner Katja telefonisch davon, dass man seine Frau ins Krankenhaus gebracht habe und sie am nächsten Morgen nicht zu erscheinen brauche, sondern seine Tochter später aus dem Kindergarten abholen möge. Als Katja wohl etwas früher als von Aigner erwartet eintrifft, ertappt sie Martin Aigner und den bei ihm angestellten jungen Fahrlehrer Andi in einer eindeutigen Umarmung. Katja ist verwirrt und unsicher, wie sie reagieren soll, vor allem, weil die Ehe der Aigners als vorbildlich galt, einen Eindruck, den auch sie gewonnen hatte. Sie scheut davor zurück, Claudia Aigner von dem Vorfall zu erzählen, da dies nicht ihre Aufgabe ist, sondern die von Martin Aigner. Doch dieser hat damit ein Problem, da er so erzogen worden ist, dass Homosexualität einen großen Makel darstellt und von seiner Familie nicht toleriert, geschweige denn akzeptiert wird. Katja ist ihren widerstreitenden Gefühlen ausgeliefert. Einerseits würde sie die junge Mutter, die inzwischen ein gesundes Mädchen zur Welt gebracht hat, von der Untreue ihres Mannes gern in Kenntnis setzen. Andererseits wird ihr bewusst, dass sie ihre verletzten Gefühle, ausgelöst durch das Fremdgehen ihres Mannes, nicht automatisch auf andere übertragen darf.
Wie es aussieht, weiß noch jemand von dem Verhältnis, denn Martin Aigner erhält schon seit einiger Zeit anonyme Briefe und Anrufe. Er gerät so immer mehr in Bedrängnis und weiß nicht, wie er seine Probleme in den Griff bekommen soll. Doch Katja kann ihm zumindest insoweit helfen, dass sie herausfindet, dass eine der Fahrschülerinnen schon seit längerer Zeit eine Beziehung mit dem jungen Fahrlehrer Andi hat und nun alles versucht, um Martin und Andi auseinanderzubringen. Katja setzt sich daraufhin mit Andi in Verbindung und bittet ihn darum, die Situation zu klären, da Martin das aus eigener Kraft nicht schaffe. Andi kündigt daraufhin schweren Herzens und ohne über die wahren Beweggründe zu sprechen, seinen Job bei Martin, um ihm zu ermöglichen, sein normales Leben mit seiner Familie wieder aufzunehmen.
Katjas Tochter Kiki gelingt es, das Interesse ihres ehemaligen Freundes Matze Gmeiner, der sich wegen einer anderen Frau von ihr getrennt hat, wieder zu entfachen. Nachdem er die junge Frau aber sehr tief enttäuscht hatte, nimmt sie letztendlich von einer erneuten Beziehung mit ihm Abstand.

## Produktion
Die Episode wurde vom ZDF in Zusammenarbeit mit „Seven Dogs Filmproduktion“ und teamWorx Television & Film produziert und im Rahmen der ZDF-„Herzkino“-Reihe ausgestrahlt.

## Rezeption

### Einschaltquote
Bei der Erstausstrahlung am 2. Februar 2014 wurde Frühling zu zweit in Deutschland von 5,28  Millionen Zuschauern gesehen, was einem Marktanteil von 13,7 Prozent entsprach.

### Kritik
Rainer Tittelbach von tittelbach.tv kommt zu der Wertung: „Da ist Katja, die unermüdliche Beziehungsarbeiterin, die Simone Thomalla überzeugend spielt, so klein(teilig) und alltagsnah, dass man glatt vergessen kann, wie sie einen als ‚Tatort‘-Kommissarin bisweilen nervt.“ […] Weiter führt der Kritiker aus, dass die „typischen Mann-Frau-Gespräche, […] aber auch die fast unmerklichen kleinen Sticheleien im Vorbeigehen die besondere Stärke dieser fünften ‚Frühling‘-Episode“ seien. „Und bei aller Schönheit der Landschaft geh[e] es thematisch mehr denn je um die Enge in der bayerischen Provinz. Aus dieser Enge entstehen Lebenslügen – sogar die Jugend [fange] schon damit an.“ Tittelbach endet mit den Worten: „Unterstützt werden die Stimmungslagen […] von sonnigen Bildern, einer extrem bewegten (oft fliegenden) Kamera und einer sehr flüssigen Montage. Die Filmsprache setzt einen Kontrapunkt zur dörflichen Enge. Es ist auch kein Zufall, dass der Herr Doktor ein frei und allein stehendes Haus am Hang einer Wiese bewohnt. Diese kleinen Fluchten sind auch an den Zuschauer gerichtet. Der dramatische Stoff wird überführt ins visuelle Dur. Der Diskurs über die Liebe wird zum leichten Lehrstück, nicht weltbewegend, aber in sich stimmig & rund.“
Die Kritiker der Fernsehzeitschrift TV Spielfilm zeigen für diese Folge mit dem  „Daumen zur Seite“, was dem Urteil „durchschnittlich“ entspricht und führen aus: „Locker, luftig, gefühlig: ein nettes Plätscherdrama um die liebe Enge der Dorfwelt, das dem sonnendurchfluteten Heimat-filmidyll etwas Toleranz beizubiegen versucht, ohne es mit der Modernisierung (oder dem dramatischen Gehalt) zu übertreiben.“ Fazit: „Ein Melodram gewordener Zimmerbrunnen!“